# Frento Vallis
Frento Vallis é um vale nos quadrângulos de Argyre e Noachis em Marte, cujo centro se localiza a 50.3º latitude sul e 14.5º longitude oeste.  Sua extensão é de 277 km e seu nome é o nome clássico de um rio na Itália. 